# 190 a.C.

## Eventos
- Lúcio Cornélio Cipião Asiático e Caio Lélio, cônsules romanos.[1][2]
- Terceiro ano da Guerra romano-síria entre a República Romana e o Império Selêucida de Antíoco III, o Grande:
  - Cipião Asiático persegue os selêucidas até a Ásia Menor e consegue uma grande vitória na Batalha de Magnésia[3].